# 下館祇園祭
下館祇園祭（しもだてぎおんまつり）は、茨城県筑西市で毎年7月の最終木曜日から日曜日の4日間にかけて行われる下館羽黒神社の祭礼である。

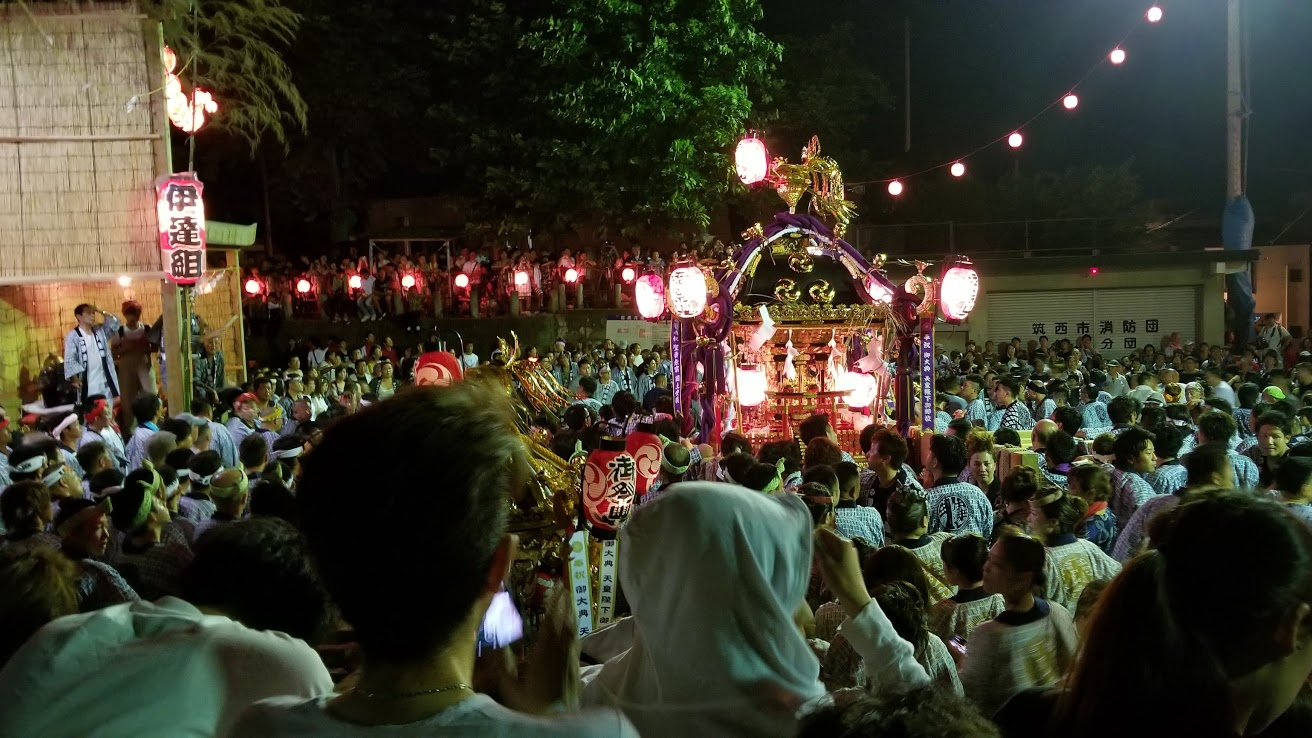
2019年の下館祇園祭（日本一の神輿とも言われている）

## 概要
- 下館地区にある各町ごとの神輿と、担ぐ神輿としては日本一の大きさかつ2トンの重量を誇る平成神輿（1992（平成4）年新調）が市街地を練り歩く。
  - 各町については下館市の当該項目を参照

## 日程
- 原則として7月の最終木曜日～翌週日曜日の朝の4日間にかけて執り行われる。筑西市成立以降は他地域の神輿も加えた「わっしょいカーニバル」や、明治・平成神輿の宮入前に「どっこい」と呼ばれる神奈川県の茅ヶ崎地方から輸入された浜歌に合わせて神輿をもむなど内容にも変化が見られる。
  - 1日目（木曜日）　伊達組平成神輿・明治神輿、玉依会・姫神輿渡御
  - 2日目（金曜日）　伊達組平成神輿・明治神輿、玉依会・姫神輿渡御・子ども神輿渡御
  - 3日目（土曜日）　子ども神輿渡御（子ども神輿宮入り）、伊達組・平成神輿宮入り
  - 4日目（日曜日）　明治神輿、川渡御（勤行川）明治神輿宮入り、玉依会・姫神輿宮入り

## わっしょいカーニバル
- 筑西市域
- 下館地区

伊達組平成神輿 ／ 伊達組明治神輿 ／ 玉依会姫神輿 ／ 柳町神輿（市野辺） ／ 櫻華会万燈神輿（下川島）
- 明野地区

村若会神輿（村田） ／ 海征會万燈神輿（海老ケ島）
- 関城地区

祭友会神輿 ／ 中町神輿 ／ 船玉囃子会 ／ 下町囃子会
- 市外

上ノ原学園神輿（桜川市） ／ 中八宮神輿（栃木県真岡市） ／ 渡會神輿（栃木県小山市）

## メディア
- 筑西市が舞台となり、平成神輿が登場する映画『またいつか夏に。』が2012年に製作・公開された。